# Meet Bill
Meet Bill (tidigare bara Bill) är en komedifilm från 2008 skriven och regisserad av Bernie Goldmann och Melisa Wallick. I titelrollen syns Aaron Eckhart.

## Handling
Möt Bill (Aaron Eckhart) - en riktig toffel. En man med ett jobb helt utan framtidsutsikter på sin svärfars bank och en fru Jess (Elizabeth Banks) som är otrogen med det lokala nyhetsankaret (Timothy Olyphant). Men Bills öde ändras då han blir mentor för en självsäker pojke (Logan Lerman) som hjälper Bill med den söta underklädesförsäljerskan Lucy (Jessica Alba). Tillsammans konfronterar trion Bills olyckliga liv med humor och energi medan de tvingar honom att fånga sin dröm om att bli ekonomiskt oberoende och självsäker.

## Rollista
- Aaron Eckhart as Bill
- Jessica Alba as Lucy
- Elizabeth Banks as Jess
- Timothy Olyphant as Chip
- Logan Lerman as The Kid
- Craig Bierko as Sergeant
- Marisa Coughlan as Laura
- Kristen Wiig as Jane Whitman
- Jason Sudeikis as Jim Whitman
- Andy Zou as Donald Choo

### Ändringar i rollistan
- Lindsay Lohan skulle egentligen spela "Lucy", men ersattes av Jessica Alba när ett slutkontrakt inte blev av.
- Amanda Peet hoppade av vid ungefär samma tid som Lohan och ersattes med Elizabeth Banks.

## Produktion
Filmen spelades in i St. Louis, Missouri mellan 11 juni och 20 juli 2006. Skolscenerna spelades in på Mary Institute and St. Louis Country Day School och extrascener på Washington University i St. Louis. Timothy Olyphants karaktär Chip jobbar för TV-stationen KPLR-TV, en St. Louis-station, och det andra nyhetsankaret i filmen, Rick Edlund, jobbar där i verkligheten. Även om filmen spelades in i St. Louis utspelar den sig i Minnesota, vilket indikeras av nummerplåtarna och en till-salu-skylt för "Twin Cities-egendom" (Twin Cities syftar på Minneapolis och Saint Paul).
Omtagningar och extrascener spelade in i Los Angeles, Kalifornien efter att huvudproduktionen var avklarad.

## Premiär
Filmen hade officiell premiär 8 september 2007 på Toronto International Film Festival och fick direkt en distributör. Den hade begränsad premiär 4 april 2008 i St. Louis och Minneapolis, och öppnade sen på 36 biografer över hela landet 9 maj 2008.